# رالف مونرو إيتون
رالف مونرو إيتون (بالإنجليزية: Ralph Monroe Eaton)‏ هو فيلسوف أمريكي، ولد في 28 يونيو 1892، وتوفي في 13 أبريل 1932.